# ديفيد كامارا
ديفيد كامارا (بالفرنسية: David Camara)‏ هو لاعب كرة قدم فرنسي، ولد في 23 سبتمبر 1976 في باريس في فرنسا. لعب مع إي أس نانسي ونادي أورليانز ونادي باسي فالي أور ونادي بوفيه ونادي روان ونادي لوفيرواز ونادي لومان.

## وصلات خارجية
- ديفيد كامارا على موقع قاعدة بيانات كرة القدم.إي يو (الإنجليزية)